# Xylotrechus variicollis
Xylotrechus variicollis là một loài bọ cánh cứng trong họ Cerambycidae.